# 拉雷帕拉-欧里普勒
拉雷帕拉-欧里普勒（法語：La Répara-Auriples，法語發音：[la ʁepaʁa oʁipl]）是法国德龙省的一个市镇，属于迪镇区。

## 地理
拉雷帕拉-欧里普勒（44°39'34"N, 4°59'11"E）面积15.03 平方千米，位于法国奥弗涅-罗讷-阿尔卑斯大区德龙省，该省份为法国东南部内陆省份，北起顺时针与伊泽尔省、上阿尔卑斯省、上普罗旺斯阿尔卑斯省、沃克吕兹省和阿尔代什省接壤。
与拉雷帕拉-欧里普勒接壤的市镇（或旧市镇、城区）包括：欧蒂尚、迪瓦热、皮圣马丹、拉罗什叙格拉讷、鲁瓦纳克、苏瓦扬。

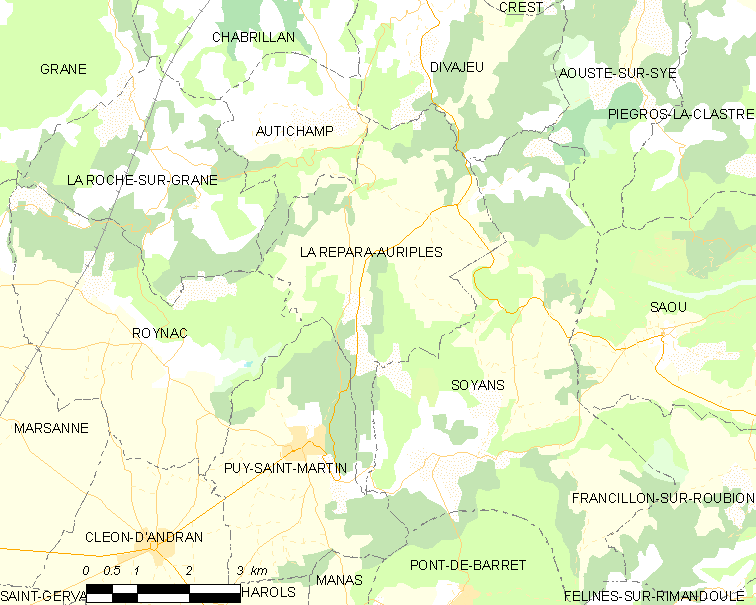
拉雷帕拉-欧里普勒的OSM定位图

拉雷帕拉-欧里普勒的时区为UTC+01:00、UTC+02:00（夏令时）。

## 行政
拉雷帕拉-欧里普勒的邮政编码为26400，INSEE市镇编码为26020。

## 政治
拉雷帕拉-欧里普勒所属的省级选区为克雷县。

## 人口

1962-2008年间拉雷帕拉-欧里普勒人口变化图示

拉雷帕拉-欧里普勒于2022年1月1日时的人口数量为255人。